# بطولة الوزن الثقيل الدولية إن دبليو إيه
كانت بطولة الوزن الثقيل الدولية إن دبليو إيه لقبًا فرديًا معترف به من قبل تحالف المصارعة الوطني من خلال شراكتها مع تحالف اليابان للمصارعة المحترفة، ولاحقًا من قبل آول جابان برو ريسلينغ. لقد كانت إحدى الألقاب الثلاثة التي تم توحيدها في بطولة بطولة التاج الثلاثي للوزن الثقيل في عام 1989. اعتبر تحالف المصارعة الوطني من 1981 إلى انسحاب آول جابان منه في 1988، أن لقب إن دبليو إيه الدولية هو أفضل بطولة فردية له في اليابان. في عام 1983، قام جاينت بابا برفع اللقب إلى أبعد من ذلك في أعين الكثيرين عندما أعلن، بصفته بطل الوزن الثقيل بي دبليو إف، أن جونبو تسوروتا هو "Ace" الجديد لآول جابان بعد أن فاز جونبو ببطولة الوزن الثقيل الدولية إن دبليو إيه من بروزر برودي. وعقب انسحاب آول جابان من إن دبليو إيه، تم الاعتراف ببطولة الوزن الثقيل الدولية لفترة وجيزة من قبل اتحاد المصارعة الباسيفيكي حتى يمكن الانتهاء من توحيد بطولات التاج الثلاثي.
تحت ريكيدوزان، كان للحزام تصميم مشابه لحزام بطولة الوزن الثقيل العالمية إن دبليو إيه الأصلي الذي حمله لو تيسز خلال الخمسينيات من القرن الماضي، ولكن بعد وفاة ريكيدوزان، منح الحزام لجاينت بابا حيث بقي التصميم على جزء الحزام المكون لبطولة التاج الثلاثي حتى عام 2013. تم استخدام التصميم الأصلي لاحقًا في بطولة الوزن الثقيل بي دبليو إف، وبطولة اتحاد قوة المصارعة المحترفة الدولية (الذي كان حزام لو تيسز الأصلي)، وحزامٌ آخر تم منحه لاحقًا إلى كازوشي ساكورابا للعرض.

## وصلات خارجية
- Wrestling-Titles.com